# عبد الله الحمر
عبدالله نوح بلال الحمر (عبدالله نوح بلال الحمر)، المعروف باسم عبدالله الحمر، هو لاعب كرة قدم عُماني محترف يلعب مع النصر في دوري المحترفين العماني.

## إحصائيات مسيرته مع الأندية
| النادي       | الموسم       | الدوري                 | الدوري  | الدوري | الكأس   | الكأس | قاري    | قاري  | أخرى    | أخرى  | المجموع | المجموع |
| النادي       | الموسم       | الدوري                 | مباريات | أهداف  | مباريات | أهداف | مباريات | أهداف | مباريات | أهداف | مباريات | أهداف   |
| ------------ | ------------ | ---------------------- | ------- | ------ | ------- | ----- | ------- | ----- | ------- | ----- | ------- | ------- |
| فنجاء        | 2012–13      | دوري المحترفين العماني | -       | 2      | -       | 0     | 0       | 0     | -       | 0     | -       | 2       |
| فنجاء        | 2013–14      | دوري المحترفين العماني | -       | 4      | -       | 0     | 0       | 0     | -       | 0     | -       | 4       |
| فنجاء        | المجموع      | المجموع                | -       | 6      | -       | 0     | 0       | 0     | -       | 0     | -       | 6       |
| مجموع مسيرته | مجموع مسيرته | مجموع مسيرته           | -       | 6      | -       | 0     | 0       | 0     | -       | 0     | -       | 6       |

## مشاركته مع نادي النصر
يُعد عبدالله الحمر من أبرز لاعبي خط الوسط في نادي النصر العماني، حيث شارك مع الفريق في عدة مواسم، منها موسم 2024/2025، إلى جانب لاعبين مثل حسين نسيب وروك إيلسنر وخالد الهاجري. يُعتبر نادي النصر من الأندية العمانية العريقة، تأسس عام 1970، ويقع مقره في مدينة صلالة بمحافظة ظفار. حقق النادي العديد من الإنجازات على المستويين المحلي والإقليمي، مما جعله من أكثر الأندية شعبية في سلطنة عمان. يلعب الفريق مبارياته على ملعب نادي النصر (الغبة) وأستاد السعادة الرياضي.

## مسيرته الدولية
عبدالله الحمر هو جزء من تشكيلة المنتخب العماني الأول. تم استدعاؤه لأول مرة عام 2012. شارك لأول مرة مع منتخب عمان في 8 ديسمبر 2012 ضد لبنان في بطولة غرب آسيا 2012. وشارك أيضًا في نسخة 2012 ونسخة 2014.

## روابط خارجية
- عبدالله الحمر  على سكروي
- عبدالله الحمر في Goal.com